# كوينتن تشونغ
كوينتن تشونغ (بالإنجليزية: Quentin Chong)‏ هو ملاكم تايلندي جنوب أفريقي، ولد في 1972.